# Pandémie de Covid-19 en République centrafricaine
La pandémie de Covid-19 en République centrafricaine démarre officiellement le 14 mars 2020. Le pays reste peu touché et à la date du 7 octobre 2022, le bilan est de 113 morts.

## Propagation du virus
Le premier cas confirmé de Covid-19 a été confirmé le 14 mars, le malade est une personne âgée de 74 ans et qui rentre de Milan en Italie centre épidémique d'Europe.

### Chronologie
- 14 mars: le premier cas est confirmé, une personne de 74 ans venant d'Italie.
- 13 avril: le cap des 10 cas confirmés est dépassé. Le total de cas confirmés est de 11.
- 28 avril: le cap des 50 cas confirmés est atteint.
- 8 mai: le cap des 100 cas confirmés est dépassé. Le total de cas confirmés est de 143.
- 23 mai: le cap des 500 cas confirmés est dépassé. Le total de cas confirmés est de 552. Le premier décès est attesté[3].
- 31 mai: le cap des 1 000 cas confirmés est dépassé. Le total de cas confirmés est de 1 011.
- 12 juin: le cap des 2 000 cas confirmés est dépassé. Le total de cas confirmés est de 2 044.
- 16 juin: la barre des dix morts est dépassée. Le nombre de morts dès le début est de 14.
- 23 juin: le cap des 3 000 cas confirmés est dépassé. Le total de cas confirmés est de 3 051.
- 6 juillet: le cap des 4 000 cas confirmés est dépassé. Le total de cas confirmés est de 4 033.
- En juillet il y avait 863 nouveaux cas et douze décès, portant le nombre de cas à 4 608 dont 59 décès[4].
- En août il y avait 103 nouveaux cas et trois décès, portant le nombre de cas à 4 711 dont 62 décès[5].
- En septembre il y avait 118 nouveaux cas, portant le nombre de cas à 4 829 dont 62 décès[6].
- En octobre il y avait 37 nouveaux cas, portant le nombre de cas à 4 866 dont 62 décès[7].
- En novembre il y avait 52 nouveaux cas et un décès, portant le nombre de cas à 4 918 dont 63 décès[8].
- En décembre il y avait 45 nouveaux cas, portant le nombre de cas à 4 963 dont 63 décès[9].
- En janvier 2021 il y avait 18 nouveaux cas, portant le nombre de cas à 4 981 dont 63 décès[10].
- 19 février 2021: le cap des 5 000 cas confirmés est dépassé. Le total de cas confirmés est de 5 001. Au cours du mois il y avait 23 nouveaux cas, portant le nombre de cas à 5 004 dont 63 décès[11].
- En mars 2021 il y avait 157 nouveaux cas et quatre décès, portant le nombre de cas à 5 161 dont 67 décès[12].
- En avril 2021 il y avait 1 250 nouveaux cas et 21 décès, portant le nombre de cas à 6 411 dont 88 décès[13].
- En mai 2021 il y avait 680 nouveaux cas et 10 décès, portant le nombre de cas à 7 091 dont 98 décès[14].
- 14 juin 2021: la barre des 10 000 cas confirmés est dépassée. Le total de cas confirmés est de 10 047. Au cours du mois il y avait 3 970 nouveaux cas, portant le nombre de cas à 11 061 dont 98 décès[15].
- En juillet 2021 il y avait 102 nouveaux cas, portant le nombre de cas à 11 163 dont 98 décès[16].
- 31 août 2021: la barre des 100 morts est atteinte. Au cours du mois il y avait 133 nouveaux cas et deux décès, portant le nombre de cas à 11 296 dont 100 décès[17].
- En septembre 2021 il y avait 75 nouveaux cas, portant le nombre de cas à 11 371 dont 100 décès[18].
- En octobre 2021 il y avait 208 nouveaux cas, portant le nombre de cas à 11 579 dont 100 décès[19].
- En novembre 2021 il y avait 163 nouveaux cas et un décès, portant le nombre de cas à 11 742 dont 101 décès[20].
- En décembre 2021 il y avait 421 nouveaux cas, portant le nombre de cas à 12 163 dont 101 décès.
- En janvier 2022 il y avait 1 756 nouveaux cas et neuf décès, portant le nombre de cas à 13 919 dont 110 décès[21].
- En février 2022 il y avait 306 nouveaux cas et trois décès, portant le nombre de cas à 14 225 dont 113 décès[22].
- En mars 2022 il y avait 127 nouveaux cas, portant le nombre de cas à 14 352 dont 113 décès[23].
- En avril 2022 il y avait sept nouveaux cas, portant le nombre de cas à 14 359 dont 113 décès[24].
- En mai 2022 il y avait 14 nouveaux cas, portant le nombre de cas à 14 373 dont 113 décès[25].
- En juin 2022 il y avait 276 nouveaux cas, portant le nombre de cas à 14 649 dont 113 décès.
- En juillet 2022 il y avait 132 nouveaux cas, portant le nombre de cas à 14 781 dont 113 décès[26].
- En août 2022 il y avait 101 nouveaux cas, portant le nombre de cas à 14 882 dont 113 décès[27].
- En septembre 2022 il y avait 41 nouveaux cas, portant le nombre de cas à 14 923 dont 113 décès[28].
- En octobre 2022 il y avait 337 nouveaux cas, portant le nombre de cas à 15 260 dont 113 décès.
- En novembre 2022 il y avait 65 nouveaux cas, portant le nombre de cas à 15 325 dont 113 décès[29].
- En décembre 2022 il y avait 32 nouveaux cas, portant le nombre de cas à 15 357 dont 113 décès[30].

## Mesures thérapeutiques
La médecin Luisa Dologuélé, épouse d’Anicet-Georges Dologuélé l’ex-Premier ministre centrafricain, ancienne fonctionnaire internationale des Nations unies et membre de l’ONG, promeut l’artemisia et déclare en mai 2020 à la revue Jeune Afrique qu'"on a donc tout le recul nécessaire pour savoir que la tisane tirée de cette plante est sans risque et sans effets secondaires, ce qui constitue un atout précieux dans une situation d’urgence comme celle du Covid-19". 

## Statistiques

Nombre de cas en République centrafricaine depuis le début de l'épidémie.

Nombre de morts en République centrafricaine depuis le début de l'épidémie.